# Уніон (Берлін)
«Уніон» (нім. «1. FC Union Berlin») — німецький футбольний клуб з Берліна. Заснований 1906, відроджений 20 січня 1966 року.

## Історія

### Перше заснування (1906–1945)
Назва ФК «Уніон Берлін» використовувалася двома футбольними клубами спільного походження, як-от «Олімпія Обершеневайде», заснована в 1906 році в Обершеневайде, яке на той час було передмістям Берліна. Команда отримала назву SC Union 06 Обершеневайде в 1910 році. «Уніон» був одним із провідних клубів Берліна у міжвоєнний період, регулярно виграючи місцеві чемпіонати та змагаючись на національному рівні, включаючи участь у фіналі чемпіонату Німеччини 1923 року, де вони програли «Гамбургу» з рахунком 0–3.
Спочатку команду прозвали «Schlosserjungs» через їхню тодішню повністю синю форму, що нагадувала типовий робочий одяг, який носили на заводах промислового району Обершеневайде. У цей час також з'явився популярний вигук уболівальників Унії – «Eisern Union!». З моменту свого заснування клуб мав чіткий імідж робітничого класу, на відміну від інших місцевих клубів із більш середньокласовим походженням, таких як «Вікторія 1889», «Блау-Вайс 1890», «Берлінер 1892» або «Теніс Боруссія».
У 1933 році німецький футбол був реорганізований під керівництвом Третього Рейху в 16 вищих дивізіонів, відомих як «Гауліген». «Обершеневайде» став частиною «Гауліги Берлін-Бранденбург», де вони загалом показували посередні, невиняткові результати. Вони вилетіли в 1935 році та повернулися до гри першого дивізіону в 1936 році після лише одного сезону перерви. У 1940 році команда фінішувала першою в групі B дивізіону, а потім перемогла «Блау-Вайс 90» (1–2, 3–0), вигравши загальний титул дивізіону. Це вивело клуб у національні плей-оф, де вони програли «Рапіду» з Відня у першому груповому раунді (2–3, 1–3). «Уніон» відновив своє місце як посередня команда. Вони знову вилетіли в 1942 році та зіграли останній скорочений війною сезон «Гауліги» в 1944–45 роках.

### Розпуск та розкол (1945–1961)

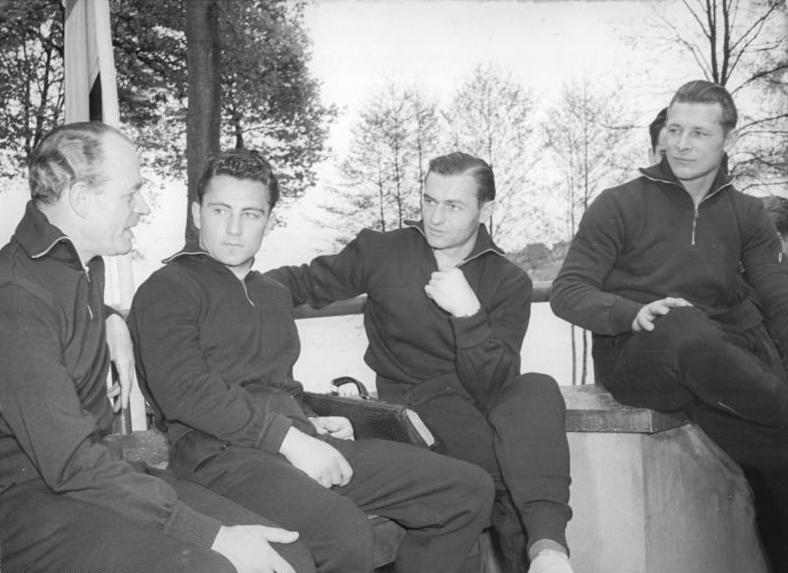
Тренер Ганне Собек (зліва) 1955 рік

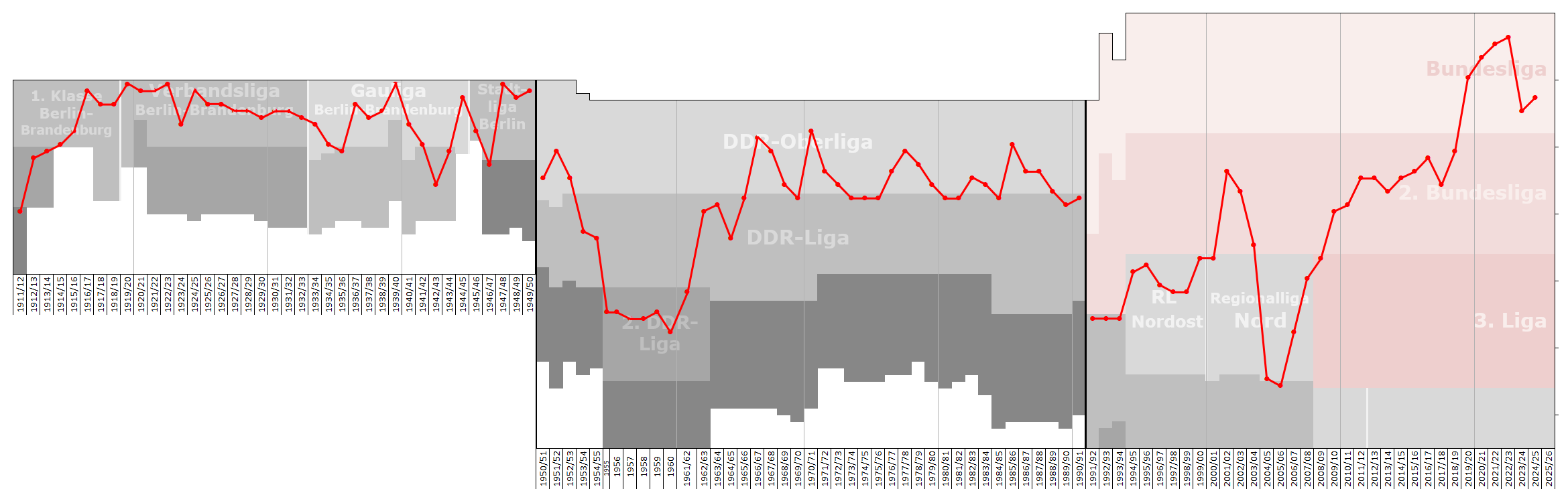
Історична діаграма результатів «Уніона» в лізі

Після Другої світової війни окупаційна влада союзників наказала розпустити всі організації в Німеччині, включаючи спортивні та футбольні асоціації. Нова спортивна спільнота під назвою SG Oberschöneweide була сформована наприкінці 1945 року, і вона грала в Міській лізі, організованій одразу після війни, яка мала чотири регіональні відділення. Команда не пройшла кваліфікацію до новоствореної Оберліги Берлін у 1946 році після невдалого сезону, але в 1947 році вийшла в вищий дивізіон, одразу ж виграла титул чемпіона дивізіону та відновила статус клубу під назвою SG Union Oberschöneweide протягом 1948–49 років.
Клуб завершив сезон 1949–50 років на другому місці в Берліні та кваліфікувався до участі у фінальних раундах національного чемпіонату. Однак ескалація напруженості під час Холодної війни змусила радянську владу відмовити команді у дозволі на поїздку для участі. Після цього, оскільки більшість гравців та тренерів втекли на захід, виникли дві команди Союзу, які створили спортивний клуб «Уніон 06 Берлін», який взяв участь у запланованому матчі плей-оф у Кілі проти «Гамбурга», програвши з рахунком 0–7.
Гравці, що залишилися на сході, продовжили гру під назвою SG Union Oberschöneweide, тоді як низка гравців, які втекли на захід, щоб сформувати SC, організували третю команду під назвою «Берлінер Баллшпіль Клуб Зюдост». Західна команда була сильною до будівництва Берлінської стіни в 1961 році, приваблюючи величезні глядачі на матчі на Олімпійському стадіоні. Поділ міста призвів до зміни долі ББК «Зюдост», яка сьогодні грає в нижчих дивізіонах перед мізерною аудиторією.

### Перезапуск як «Уніон» (Берлін) (1961–1990)

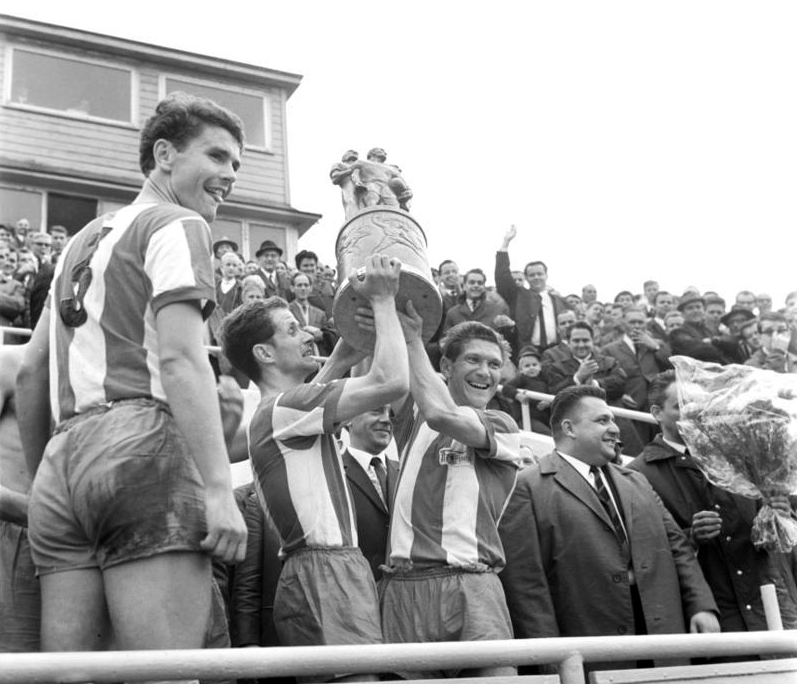
Футболісти «Уніона» з трофеєм Кубка FDGB 1968 рік

Східне відділення клубу зазнало низки змін назв: Union Oberschöneweide (1950), BSG Motor Oberschöneweide (1951), SC Motor Berlin (1955), TSC Oberschöneweide (1957), TSC Berlin (1963) – і нарешті у 1966 році стало футбольним клубом ФК «Уніон».
«Уніон» був заснований під час реорганізації східнонімецького футболу у грудні 1965 року та січні 1966 року, коли було створено десять спеціалізованих футбольних клубів. Однак футбольний відділ «ТСК Берлін» спочатку не враховувався. Для Східного Берліна планувалося створити лише два клуби, які мали бути сформовані з футбольних відділів «Форвертс» (Берлін) та СК «Динамо» (Берлін). Це вже суперечило початковому плану, який передбачав лише один футбольний клуб у кожному районі. А футбольний відділ «ТСК Берлін» на той час грав лише у другому дивізіоні чемпіонату НДР.
«Уніон» був заснований з ініціативи впливового Герберта Варнке. Герберт Варнке був головою державної національної профспілки профсоюзів та членом Політбюро правлячої партії. Іншим політиком та членом Політбюро, який наполягав на заснуванні «Уніона», був перший секретар у Східному Берліні Пауль Вернер. Як «Форвертс», так «Динамо» (Берлін) були пов'язані зі збройними органами. Тому Варнке виступав за створення третього «цивільного клубу» для трудящих у Східному Берліні. Він став палким уболівальником «Уніона» та членом-спонсором клубу.
«Уніон» був заснований посеред одного з найбільших промислових центрів Східної Німеччини. «Уніон» спочатку підтримувався Федеральною партією Німеччини (FDGB). Намір СЄПН заручитися підтримкою FDGB для 1. ФК «Уніон Берлін», ймовірно, був добре продуманим. FDGB об'єднував усіх робітників Східної Німеччини і тому, найімовірніше, мав належну ідентичність для клубу трудящих. Клуб був заснований на церемонії в клубному приміщенні VEB Transformatorenwerk Oberschöneheide в Обершеневайде 20 січня 1966 року. Заснування клубу організував тодішній перший секретар СЄПН у Копеніку Ганс Модров. Як і Герберт Варнке, Ганс Модров був членом-спонсором клубу. Член Політбюро Пауль Вернер виступив з промовою на установчих зборах.
Східнонімецька державна кіностудія DEFA випустила документальний фільм про вболівальників «Уніона» у 1989 році. Документальний фільм називається «І п'ятниці в Зеленому пеклі» та розповідає про групу вболівальників «Уніона» на домашніх та виїзних матчах протягом сезону 1987–88 років.

### Бундесліга (1990–2019)

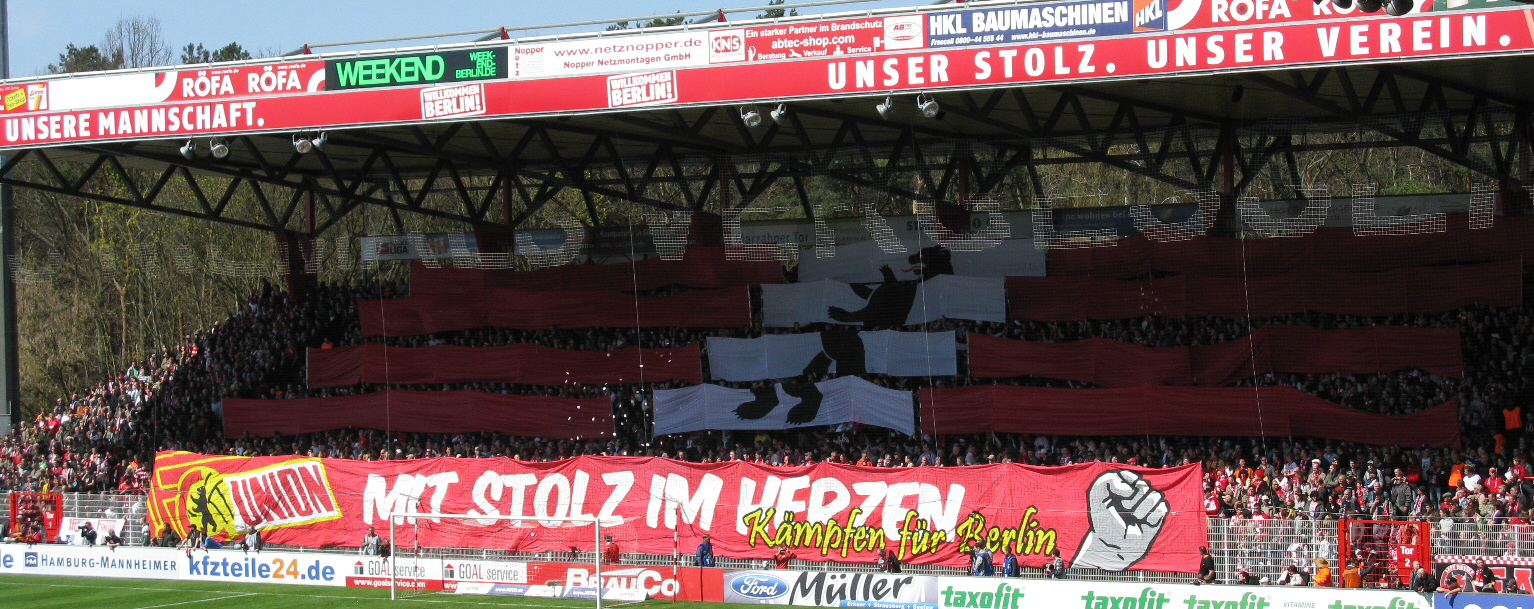
Вболівальники «Уніона» у 2010 році

Після Возз'єднання Німеччини в 1990 році команда продовжувала добре виступати на полі, але майже зазнала фінансового краху. Їм вдалося втриматися та знайти спонсорів, але лише після перемоги у своєму дивізіоні в 1993 та 1994 роках, і щоразу їм відмовляли в ліцензії на гру в Другій Бундеслізі через фінансові проблеми. Клуб знову зіткнувся з фінансовим крахом у 1997 році.
«Уніон» знову був близький до виходу до Другої Бундесліги в сезонах 1998/99 та 1999/2000, але не склалося. Вони нарешті досягли успіху в сезоні 2000/01 під керівництвом болгарського менеджера Георгія Василева, легко вигравши Регіональну лігу Норд та піднявшись на дивізіон вище, ставши другою за популярністю командою міста. Того ж року вони вийшли у фінал Кубка Німеччини, де програли «Шальке 04» з рахунком 0–2, і пройшли до другого раунду Кубка УЄФА, де їх вибив болгарський клуб «Литекс». Клуб опустився до Регіональної ліги Норд у сезоні 2004/05, а потім до NOFV-Оберліга Норд у сезоні 2005–06, але повернувся до гри в третьому дивізіоні після здобуття титулу Оберліги. У сезоні 2008/09 «Уніон» став одним із клубів-засновників нової Третьої ліги та її першим чемпіоном, забезпечивши собі перше місце та вихід до Другої Бундесліги 10 травня.
Суперечка спалахнула у 2011 році, коли стало публічно відомо, що президент клубу Дірк Цінглер три роки був членом Гвардійського полку імені Фелікса Дзержинського під час своєї військової служби. Лише двома роками раніше Цінглер скасував спонсорську угоду з компанією International Sport Promotion (ISP), оскільки головою правління компанії був офіцер Штазі. Гвардійський полк імені Фелікса Дзержинського був воєнізованим крилом Штазі. Цінглер пояснив, що він прагнув провести військову службу в Берліні і що заздалегідь не знав, що полк належить Штазі. Однак Гвардійський полк імені Фелікса Дзержинського був елітним формуванням; просто подати заявку до полку було неможливо. Штазі відбирала тих, кого вважала найкраще підходящими для служби в полку, приймаючи лише новобранців, які були «вірними лінії».
1 червня 2018 року швейцарського тренера Урса Фішера було оголошено новим головним тренером клубу. Команда залишалася у другому дивізіоні до сезону 2018–19, коли вона вперше вийшла до Бундесліги після перемоги над «Штутгартом» у плей-оф за вибування. Вболівальники клубу вийшли на поле після перемоги, але ніхто не постраждав.

### Епоха Бундесліги та європейський футбол (2019 – дотепер)

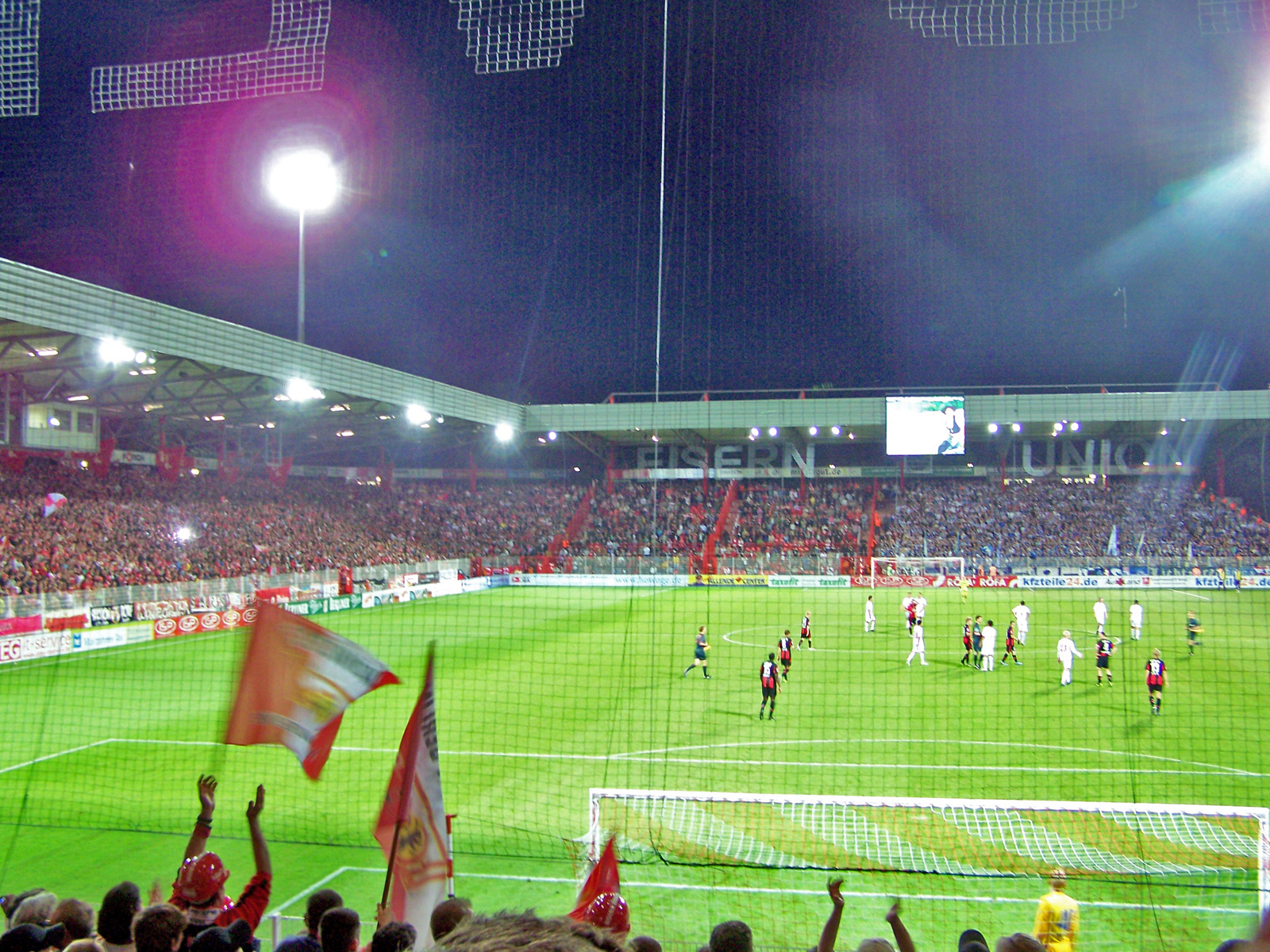
Стадіон «Уніона» є найбільшим одноцільовим футбольним стадіоном Берліна

«Уніон» став першим клубом Бундесліги з колишнього Східного Берліна та шостим з колишньої Східної Німеччини після «Динамо» (Дрезден), «Ганзи», «Локомотива» (Лейпциг), «Енергі» та «РБ Лейпциг». Команда є шостою, яка виборола підвищення з Другої Бундесліги, перемігши команду Бундесліги, яка посідала 16-те місце, у плей-оф – з початку сезону 1981/82 років. Іншими були «Юрдінген 05», «Саарбрюккен», «Штутгартер Кікерс», «Нюрнберг» та «Фортуна» (Дюссельдорф). Перед дебютним сезоном «Уніона» у Бундеслізі клуб підписав контракти з Невеном Суботичем, Ентоні Уджа та Крістіаном Гентнером, а також перепідписав контракт з Марвіном Фрідріхом, який забив вирішальний гол у ворота «Штутгарта» у плей-офф попереднього сезону, забезпечивши клубу підвищення в класі. Їхній перший гол у Бундеслізі забив Себастьян Андерссон у нічиєму 1:1 проти «Аугсбурга». 31 серпня 2019 року клуб переміг «Боруссію» (Дортмунд) з рахунком 3:1 у домашньому матчі, що забезпечило їм першу перемогу в матчі Бундесліги. Команда завершила сезон на 11-му місці, а Себастьян Андерссон забив 12 голів.
22 травня 2021 року, у другому сезоні Бундесліги «Уніон», клуб кваліфікувався до першої Ліги конференцій, посівши сьоме місце після домашньої перемоги над «РБ Лейпциг» з рахунком 2:1. Макс Крузе підтвердив першу перемогу «Уніон» у єврокубках за двадцять років, забив переможний гол на 92-й хвилині. У наступному сезоні клуб посів п'яте місце в лізі та кваліфікувався до Ліги Європи, де вийшов до 1/8 фіналу. У сезоні 2022–23 років «Уніон» вперше у своїй історії кваліфікувався до групового етапу Ліги чемпіонів після домашньої перемоги над «Вердером» з рахунком 1:0 в останньому турі.
У сезоні 2023–24 років клуб погано розпочав гру, провівши 14 матчів поспіль без перемог, тому вирішив розлучитися з тренером Урсом Фішером за «взаємною згодою». Після двох поспіль поразок від суперників з вильоту «Бохума» та «Кельна» наприкінці сезону «Уніон» опустився на 16-те місце. В останній день гри вони здобули перемогу над «Фрайбургом» з рахунком 2:1 у доданий час, забезпечивши собі подальше перебування в Бундеслізі.

## Склад команди
Станом на 25 липня 2025
| №  | Поз. | Нац.           | Гравець            |
| -- | ---- | -------------- | ------------------ |
| 1  | ВР   | Данія          | Фредерік Реннов    |
| 4  | ЗХ   | Португалія     | Діогу Лейте        |
| 5  | ЗХ   | Суринам        | Даніло Дукі        |
| 6  | ПЗ   | Німеччина      | Альоша Кемлайн     |
| 7  | НП   | Шотландія      | Олівер Берк        |
| 8  | ПЗ   | Німеччина      | Рані Хедіра        |
| 9  | НП   | Туреччина      | Ліван Бурчу        |
| 10 | НП   | Німеччина      | Ільяс Ансах        |
| 11 | ПЗ   | Південна Корея | Чон У Йон          |
| 12 | ВР   | Німеччина      | Карл Клаус         |
| 13 | ПЗ   | Угорщина       | Андраш Шефер       |
| 14 | ЗХ   | Австрія        | Леопольд Кверфельд |
| 15 | ЗХ   | Німеччина      | Том Роте           |
| 17 | НП   | Німеччина      | Давід Преу         |

| №  | Поз. | Нац.       | Гравець                                     |
| -- | ---- | ---------- | ------------------------------------------- |
| 18 | ЗХ   | Хорватія   | Йосип Юранович                              |
| 19 | ПЗ   | Німеччина  | Янік Габерер                                |
| 20 | ПЗ   | Словаччина | Ласло Бенеш                                 |
| 21 | НП   | Німеччина  | Тім Скарке                                  |
| 23 | НП   | Сербія     | Андрей Ілич                                 |
| 24 | ПЗ   | Данія      | Роберт Сков                                 |
| 27 | НП   | Хорватія   | Марин Любичич                               |
| 28 | ЗХ   | Австрія    | Крістофер Тріммель (капітан)                |
| 29 | ПЗ   | Франція    | Люка Тусар                                  |
| 31 | ВР   | Німеччина  | Матео Рааб                                  |
| 33 | ПЗ   | Чехія      | Алекс Крал                                  |
| 39 | ВР   | Німеччина  | Яннік Штайн                                 |
| 41 | ЗХ   | Німеччина  | Олувасеум Огбемудіа                         |
|    | ЗХ   | Франція    | Стенлі Нсокі (в оренді з «Гоффенгайм 1899») |

## Відомі фанати
- Крістоф Шнайдер — музикант групи Rammstein

## Досягнення
- Володар Кубка НДР з футболу: 1968.
- Фіналіст Кубка НДР з футболу: 1986.
- Фіналіст Кубка Німеччини з футболу: 2001.
- Переможець перехідних матчів: 2019